# Barrage d'Allement
Le barrage d'Allement est un barrage poids français du département de l'Ain, en région Auvergne-Rhône-Alpes.

## Situation
Il est situé sur l'Ain, au niveau du village d'Allement sur le territoire de la commune de Poncin.

## Historique
Il est construit entre 1956 et 1960 et est utilisé pour produire de l'énergie à l'aide d'une centrale hydroélectrique.

## Caractéristiques
Le barrage d'Allement « retient un volume d’eau de 19 000 milliers de m3 sur une surface de 225 hectares ». 
Sa puissance maximale annoncée par l'exploitant est de 32 MW.